# 束村氏菌科
束村氏菌科（学名：Tsukamurellaceae）為分支杆菌目的一属细菌。此科的模式属且为唯一属为束村氏菌属(Tsukamurella)。

## 属
- 束村氏菌属 Tsukamurella Collins et al. 1988